# Markus Völlenklee
Markus Völlenklee (* 8. März 1955 in Innsbruck) ist ein österreichischer Schauspieler und Theaterregisseur.

## Leben und Wirken
Völlenklee erhielt seine künstlerische Ausbildung 1973 bis 1976 am Max-Reinhardt-Seminar in Wien. Seine Engagements führten ihn nach Düsseldorf, Köln, Hamburg und Berlin, wo er am dortigen Schillertheater häufig mit seiner ehemaligen Lebensgefährtin Katharina Thalbach arbeitete.
Wichtige Rollen waren George in Unsere kleine Stadt (1976, Volkstheater Wien), Gendarm in Lautensacks Hahnenkampf (1980, Düsseldorfer Schauspielhaus), Wasja Pepel in Nachtasyl (1981, Schauspiel Köln), Macky Messer in Die Dreigroschenoper (1983, Schauspiel Köln), Matti in Herr Puntila und sein Knecht Matti (1985, Freie Volksbühne Berlin), Eilif in Mutter Courage und ihre Kinder (1986, Schauspielhaus Hamburg), Macbeth in Macbeth (1987, Schillertheater Berlin), Riccault in Minna von Barnhelm (1990, Schillertheater), Galy Gay in Brechts Mann ist Mann (1990, Thalia Theater Hamburg), Jeannot in Serreaus Hase Hase (1992, Schillertheater) und Jacques in Wie es euch gefällt (1993, Schillertheater).
Von 1995 bis 1998 arbeitete er regelmäßig am Münchner Volkstheater bei Ruth Drexel. Er spielte dort unter anderem Jean in Kaisers Zwei Krawatten (1995), Notar Felix Renaudier in Labiches Das Sparschwein (1995) und den Hass in Der Bauer als Millionär (1998).
Weitere Theaterrollen waren Christopher Mahony in Der Held aus dem Westen von Synge/Mitterer (1999, Münchener Volkstheater), Benedikt Höllriegl alias Artur Kirsch in Mitterers In der Löwengrube (2000), Titus Feuerfuchs in Nestroys Der Talisman (2003, Landestheater Innsbruck), Faust in Urfaust (2003, Tiroler Volksschauspiele in Telfs), Hofbauer in Ludwig Thomas Die Witwen (2004, Kleine Komödie am Max II München), Salieri in Peter Shaffers Amadeus (2005, Bad Hersfelder Festspiele, ausgezeichnet mit dem Großen Hersfeldpreis), Josef Filser und Dichter Halelwanter in Erster Klasse/Gelähmte Schwingen von Ludwig Thoma (2005, Kleine Komödie am Max II).
Eigene Regiearbeiten waren unter anderem Thomas Braschs Frauen Krieg Lustspiel (1990, Innsbrucker Kellertheater), Werner Schwabs Die Präsidentinnen (1993, Schillertheater Berlin) Tankred Dorsts Herr Paul (1994, Theater Bremen), Edward Bonds Gerettet (1995, Münchner Volkstheater), Shakespeares Zwei Herren aus Verona (1996, Münchner Volkstheater) Schimmelpfennigs Die Zwiefachen (1997, Werkraum der Münchner Kammerspiele), Lorenz Gutmanns Brutto Madonna (1997, Tiroler Volksschauspiele in Telfs), Turrinis Josef und Maria (1997, Münchner Volkstheater), Serreaus Hase Hase (1999, Münchner Volkstheater), 2000 Jarrys König Ubu (2000, Tiroler Landestheater Innsbruck), Tankred Dorsts Friß mir nur mein Karlchen nicht (2001, Münchner Volkstheater), Einen Jux will er sich machen (2003, Tiroler Volksschauspiele in Telfs), Jagdszenen aus Niederbayern (2004, Luisenburg-Festspiele Wunsiedel), Magdalena von Franz Xaver Kroetz (2007, Garmischer Theatersommer), Wie es euch gefällt (2007, Tiroler Volksschauspiele in Telfs) und Herr Puntila und sein Knecht Matti (2008, Tiroler Volksschauspiele Telfs).

## Auszeichnungen
- 1980: Förderpreis für Literatur der Landeshauptstadt Düsseldorf[1]

## Filmografie
- 1982: Nachtasyl
- 1982: Eine Zeitlang, es war in Rom, dachte er nur an schneebedeckte Felder
- 1988: Der Passagier – Welcome to Germany
- 1991: Ende der Unschuld
- 1993: Anna annA
- 1993: Die Denunziantin
- 1997: Obsession
- 2001: Nur mein Sohn war Zeuge
- 2001: Tatort: Und dahinter liegt New York
- 2002: Andreas Hofer – Die Freiheit des Adlers
- 2003: Um Himmels Willen: Zwickmühle
- 2003: Fragile
- 2006: Der Judas von Tirol
- 2006: Verfolgt
- 2007: SOKO Kitzbühel: Flug in den Tod
- 2008: Der Bulle von Tölz: Der Kartoffelkönig
- 2010: Die Rosenheim-Cops: Eine Hochzeit und ein Todesfall
- 2013: Die Rosenheim-Cops: Karten lügen nicht
- 2015: Der Bozen-Krimi: Wer ohne Spuren geht (Krimireihe, Folge 1)

## Hörspiele
- 1998: Peter Steinbach: Warum ist es am Rhein so schön… (Graumann) – Regie: Hans Gerd Krogmann (Hörspiel – WDR/DLR)